# Краснозвєздинська сільська рада
Краснозвє́здинська сільська рада (рос. Краснозвездинский сельский совет) — сільське поселення у складі Шадрінського району Курганської області Росії.
Адміністративний центр — село Красна Звєзда.
Населення сільського поселення становить 1683 особи (2017; 1920 у 2010, 2309 у 2002).

## Склад
До складу сільського поселення входять:
| Населений пункт           | Населення, осіб (2002) | Населення, осіб (2010) |
| ------------------------- | ---------------------- | ---------------------- |
| Дем'яна Бідного, присілок | 234                    | 155                    |
| Красна Звєзда, село       | 1057                   | 930                    |
| Максимова, присілок       | 58                     | 66                     |
| Октябр, присілок          | 316                    | 198                    |
| Погадайське, присілок     | 367                    | 309                    |
| Просвіт, присілок         | 277                    | 262                    |